# 最高の生徒〜余命1年のラストダンス〜
『最高の生徒〜余命1年のラストダンス〜』（さいこうのせいと よめいいちねんのラストダンス）は、2023年7月15日から9月23日まで日本テレビ（関東ローカル）の「Zドラマ」枠で放送されたテレビドラマ。主演は畑芽育。
同年7月期に日本テレビ系「土曜ドラマ」枠で放送の『最高の教師 1年後、私は生徒に■された』とクロスオーバーするドラマ。「Zドラマ」の第6弾作品。

## あらすじ
若くして亡くなった母のふう子と同じ遺伝性の病気によって余命1年と宣告された伴ひかりは、最後の1年を1年で一生分生きた証として残そうと、最高の生徒として生きようとする。

## キャスト
☆は『最高の教師 1年後、私は生徒に■された』にも登場している人物（カメオ出演を除く）。

### 主要人物
伴ひかり（ばん ひかり）〈17〉
演 - 畑芽育（幼少期：野田あかり）
主人公。母親のふう子と同じ世界でも症例が少ない遺伝性の難病「リ・フラウメニ症候群」によって余命1年と宣告されているが、ポジティブモンスター（ポジモン）と称され、最高な毎日を過ごそうと行動している。
周囲には余命のことを隠しており、自分が生きていた証を残そうと開設したSNSアカウント「Be：STAR」を共同で運用し、動画を配信している。
藤原に恋心を抱いており、亡くなった母親のホームビデオカメラを使って彼を撮影している。
成績は優秀で、難関大学への進学も狙えると担任の林からも期待されており、模擬試験でも第一志望ではA判定で、受験していれば合格できていたものの、進路希望書の進路希望先は白紙であり、受験の日に病気が進行してベッドで過ごすようになっていた。
高校卒業前に「Be：STAR」としてダンスイベントに出場したいと告げると、父の健や叔母のむつ子に反対され、ふう子も反対しているはずだと健から言われると「ママはそうは言わないはずだ、ここでママのことを言うのは違うと思う」と激昂し、子どものころから「結果は関係なく、やりきることが大事だと言っていたはずだ」と反対を押し切りダンスの練習に励むが、イベント当日の朝に息を引き取る。

藤原大志（ふじわら たいし）〈17〉☆
演 - 山下幸輝
3年D組の生徒。2年生のころは「Be：STAR」のメンバーでダンスの全国大会でも準優勝した実績を持っていたが、ダンス部の先輩の堂本と喧嘩沙汰になったのを契機に部を退部させられてD組に送られ、「Be：STAR」とも疎遠になる。
堂本に恋心を弄ばれた美山を庇って彼を殴り、距離を置くようになったと思われていたが、実際には堂本に自分よりも努力していないと勝手に決めつけられ、ダンスの実力で負けたことを受け入れられなかったことから悔しくなって彼を殴ったとひかりに明かす。だが、自分の中に理想の自分が君臨していることからそうではない自分に怒る気持ちをパワーにすればよいとひかりに応援されると「Be：STAR」に復帰する。
受験勉強の合間をぬってひかりと会う時間を作り、第一志望の大学にも合格し「Be：STAR」としてダンスイベントに向けひかりと練習に励むが、公演当日にひかりを失う。

### 周辺人物
木下幹太（きのした かんた）〈17〉
演 - 杢代和人
ひかりの友人で、「Be：STAR」誕生時からのメンバー。ダンスカフェ「MUTSU」に集まり、「Be：STAR」で、ダンス動画を更新している。
凛に好意を寄せており、ダンス合宿の最中に愛未に好きな人がいるか確認してもらうが、恋愛対象としては見られていなかった。
だが、大志やひかりたちとの旅行で凛を誘って彼女と二人きりになり告白するが、「好きになってくれた人を好きになれる魔法があればいいなと思います」という言葉を返されてフラれ、旅行に参加しなかった志乃のLINEに涙目で写った集合写真を送信する。
飲食店でアルバイトを始めるが、その前にそこでアルバイトを始めていた志乃と偶然アルバイト仲間になる。

美山志乃（みやま しの）〈17〉
演 - 齊藤なぎさ
ひかりの中学時代からの旧友で、「Be：STAR」誕生時からのメンバー。
自分を騙していた堂本を殴り、彼との関係を口外しなかった藤原に好意を抱くが、藤原はひかりに気があることを知っているため、思い悩む。
好きなパンケーキを提供していた飲食店でアルバイトを始めるが、その後入ってきた幹太とアルバイト仲間になる。

二色愛未（にしき まなみ）〈17〉
演 - 志田こはく
ひかりの友人で、「Be：STAR」誕生時からのメンバー。
しっかりもので常に何事にも準備万端で、有名人の格言を借りて他人の相談に答えることから、周囲に頼られている。
しかし恋愛経験がないにもかかわらず、幹太や志乃から恋愛相談を持ちかけられ、他人の恋愛の秘密を知りながら返事ができないことに悩み、さらに親からもいい大学に入るようにと受験のプレッシャーを受ける中、6人の中で最も練習が必要であったダンスで、文化祭のためのダンス合宿の延長と連泊をひかりから頼まれ、その状況から逃げ出せないことに遂にキャパオーバーとなる。頼みごとを抱えきれないと本音を吐露し合宿から帰ると言い出すが、「Be：STAR」のメンバーからは自分を信頼して相談していると本音を打ち明けられ、さらにひかりから、真実の友にしか本音を吐露できないはずだと感謝され、合宿に留まる。
ひかりが「Be：STAR」としてダンスイベントに出場したがっていることを聞き、ひかりに内緒でダンスの曲にひかりが好きな安室奈美恵の「SWEET 19 BLUES」を選曲したと伝える。

加賀凛（かが りん）〈17〉
演 - 菊地姫奈
クラスでは目立つ存在ではないが、自分の存在を認めてもらえるコスプレイヤー「桜川べるる（さくらがわ べるる）」として裏垢で活躍している。手芸部。
そのことをひかりに偶然気付かれ、コスプレイヤー「桜川べるる」と、コスプレの楽しさを伝える「加賀凛」の二刀流を狙って両方認めさせようという言葉をかけられ、ひかりに魅かれて「Be：STAR」に加わる。
幼少期のころに「可愛くない」や「暗い」と言われていたため、心のバリアとして髪を伸ばしていたが、そのままの自分を受け入れてくれた初めての友達であったひかりの病気を知った後、髪を切る。

鍋島聖衣良（なべしま せいら）〈17〉
演 - みとゆな
読者モデルで3年D組の竜太郎とカップル系動画を配信しバズらせている。
竜太郎とは本当のカップルではないが、彼に恋心を抱いており、動画配信を口実に彼に近づいていた。
動画の再生回数を伸ばす方法をひかりにアドバイスするが、再生回数でなく、楽しんで動画を配信するひかりに魅かれ、「毎日を神回にしたい」という理由で「Be：STAR」に加わる。

林結起哉（はやし ゆきや）☆
演 - 犬飼貴丈
ひかりのクラス3年C組の担任。地理歴史教師。

### ひかりの親族
伴ふう子（ばん ふうこ）〈享年38〉
演 - 星野真里
ひかりの亡くなった母親。生前、ひかりと同じリ・フラウメニ症候群で余命宣告を受けており、ひかりにその病を遺伝させてしまったことを悔いていたが、一番大事なこととして、余命宣告をされても「毎日、昨日の自分を今日超えるだけ！」とポジティブになるメッセージをひかりにビデオレターで残していた。

伴健
演 - 武田航平
ひかりの父親。百貨店の営業担当。

宮尾むつ子（みやお むつこ）
演 - 瀧本美織
ひかりの叔母で、ダンススタジオ兼カフェ「MUTSU」のオーナー。未婚。ひかりの人生の相談相手。元ダンサー。
当初、ひかりの体調を心配し、ひかりが「Be：STAR」としてダンスイベントに出場することに反対していたが、ひかりのイベントに出場したい強い思いを知り、責任をもってひかりをサポートすると健に告げる。

### ゲスト

#### 第1話
九条里奈（くじょう りな）☆
演 - 松岡茉優
3年D組の担任を務める化学教師。
D組の生徒たちに「なんでもします」と話し、ひかりを感銘させる。

栖原竜太郎（すはら りゅうたろう）☆
演 - 窪塚愛流（第2話）
3年D組の生徒。聖衣良と本当はカップルではないが、楽しんでカップル系動画を配信していた。
しかし、うそカップルであることに罪悪感を抱くようになり、コンビ解消の様子を生配信してばらす。

健の部下
演 - 松田航輝（第5話）
百貨店の健の部下。

#### 第2話
桜川べるるのファン
演 - 細谷雄太、眼鏡太郎、遊佐亮介、ひろ（マンマーレ）、吉田電話
桜川べるる（凛）のファンミーティングに参加したファン。

#### 第3話
堂本英人（どうもと えいと）
演 - 木村慧人
ひかりたちが2年生の時のダンス部の先輩。ストリートダンスの全国大会で優勝するダンススキルをもつ。
美山に気がないのに友人たちとの賭けの対象として彼女に嘘で告白し、みだらな写真をスマホで撮影していたことから、努力してもダンスの実力でかなわないと自分自身に苛立っていた藤原に顔を殴られる。

生田やよい（いくた やよい）☆
演 - 莉子
3年D組の生徒で、藤原とは同じダンス部であった。自分たちの練習を外から見ていた藤原に、彼のダンスを他の部員たちが見たがっている旨と「ダンスに罪はない」と伝える。

泉乃愛
演 - 椿奈央（第5話・第6話）

#### 第5話
渡会華（わたらい はな）☆
演 - 田中美久（HKT48）
文化祭の体育館イベントで司会を務めた3年D組の生徒。

鳳来高校の生徒
演 - 葉山侑樹
文化祭の体育館イベントで、出演者に出番を告げる。

ひかりの主治医
演 - 半海一晃（第8話・第9話）
ひかりはもう呼吸をすることすら辛いはずで、身体に負担のかかることは、今後さらに苦痛を伴うとむつ子に告げる。
ひかりの体調が安定していたことから退院を認め、健から何か気をつけることはないかと質問されると「体の負担になることはなるべく避けてほしいが、なにより家族や親せきなどの近しい人たちとひかりが毎日楽しく過ごすことが大事」と告げる。
ひかりがダンスの卒業公演に出場したがっていると健から相談を受けると「痛み止めでなんとか過ごせている状態で、ひかりは我慢強いにしても、現在の状態での運動は激痛をともない、命を縮めるような行為は主治医として容認できません」と反対した。
健から連絡を受け、息を引き取ったひかりの元に駆けつけた藤原に「病気で相当苦しまれたはずですが、こんなに安らかな顔で眠りに就かれた方を見るのは初めてです」と告げる。

#### 第6話
我聞康介（がもん こうすけ）
演 - 豊田裕大（第7話）
愛未が西光予備校で出会った浪人生。
ひかりの病気を知った愛未から相談を受け、「普通がいいかも」とアドバイスを送る。

梶原岳人（かじわら がくと）
演 - 梶原岳人（本人役）
凛が参加した東京アニメーション学院の説明会に、声優学科のゲストとして来校した声優。
声優を志望する凜の相談に乗り、彼女にアドバイスする。

#### 第8話
大志の母親
演 - 渡邊克子
大志がひかりとの旅行のために「絶対に返すので何も言わずお金を貸してほしい」と頭を下げたので、わがままを言わない息子から珍しくお願いされたことから、「お年玉貯金」と書かれた大志名義の預金通帳を渡す。

バスターミナルでバスを待つ若者
演 - 加部亜門
バスターミナルで高速バスを待つひかり、大志、幹太、凜の傍らで、19歳の同い年の大学生4人が玉突き事故で亡くなったニュース速報を見て、「若くしてみじめ」「大迷惑」と言ったことから、幹太に「何も知らない赤の他人が死んだのを、無自覚にみじめと言って笑えるあなたの心こそみじめだと思う」「無自覚に誰かを傷つけながら人を笑える人間になるくらいなら、自分が笑われる側の人間に俺はなります」と言い返されたことで激昂するが、仲間たちに制止される。

バスターミナルのアナウンス
声 - ピーン戸北
追突事故による高速道路の通行止めで、ひかりたちが乗車するはずだった高速バスが運休となったことをアナウンスする。
そのため旅行先には電車での移動となり、大志がひかりにサプライズで準備していた熱気球搭乗の予定の時間に間に合わなくなってしまった。

## スタッフ
- 脚本 - 関えり香、上野詩織[1]
- 音楽 - 坂本秀一[1]
- 主題歌 - TOMORROW X TOGETHER「紫陽花のような恋 (Hydrangea Love)」（ユニバーサル ミュージック）[11]
- 医療監修 - 新村核[12]
- ダンス振付・指導 - NOPPO（s**t kingz）
- 演出 - 西村了（AX-ON）、長尾くみこ[1]、保母海里風
- 制作 - 下村忠文[1]
- プロデューサー - 鈴木努、福井雄太、久保真一郎、星野恵（AX-ON）、林洋輔（ウインズモーメント）[1]
- 制作プロダクション - AX-ON[1]
- 制作協力 - ウインズモーメント[1]
- 製作著作 - 日本テレビ[1]

## 放送日程
| 話数   | 放送日  | サブタイトル         | 脚本              | 演出                         |
| ------ | ------- | -------------------- | ----------------- | ---------------------------- |
| 第1話  | 7月15日 | 余命1年の恋          | 関えり香          | 西村了                       |
| 第2話  | 7月29日 | 自分ではない誰か     | 関えり香          | 西村了                       |
| 第3話  | 8月05日 | 何者にもなれない自分 | 上野詩織          | 西村了                       |
| 第4話  | 8月12日 | 物を言えないあなた   | 関えり香          | 長尾くみこ                   |
| 第5話  | 8月19日 | ひかり⇆藤原の告白    | 関えり香          | 西村了                       |
| 第6話  | 8月26日 | 一生分の愛情         | 上野詩織          | 保母海里風                   |
| 第7話  | 9月02日 | 生きる               | 関えり香          | 長尾くみこ                   |
| 第8話  | 9月09日 | 好きの証明           | 上野詩織          | 保母海里風                   |
| 第9話  | 9月16日 | 生きてさえいれば     | 関えり香          | 保母海里風                   |
| 最終話 | 9月23日 | 奇跡                 | 関えり香 上野詩織 | 西村了 長尾くみこ 保母海里風 |

- 7月22日は「ラグビー・リポビタンDチャレンジカップ・日本対サモア」戦中継のため放送休止。
- 第9話は「ANAオープンゴルフトーナメント・3日目」中継のため55分繰り下げ15時25分 - 15時55分に放送。